# كارل بي. رايت
كارل بي. رايت (بالنرويجية البوكمول: Carl P. Wright )‏ (و. 1893 – 1961 م) هو سياسي نرويجي، ولد في بورشغرون، كان عضوًا في حزب المحافظين النرويجي، توفي عن عمر يناهز 68 عاماً.

## مناصب
تولى منصب عضو برلمان النرويج ‏.